# Hewson Swift
Hewson Hoyt Swift (* 8. November 1920 in Auburn, New York (Bundesstaat); † 1. Januar 2004 in Chicago) war ein US-amerikanischer Zellbiologe und Biochemiker. Ein anerkannter Experte für Chromosomen-Strukturen und deren Funktion; mit DNA-Untersuchungen studierte er Evolutionszusammenhänge. Swift gründete 1960 mit Keith R. Porter die Amerikanische Gesellschaft für Zellbiologie. Als genetische Basiseinheit definierte er den C-Wert, der für biologische Arten jeweils deren DNA-Menge in einem haploiden Zellkern entspricht.

## Leben
Der Vater von Hewson war Arthur L Swift, Pastor. Die Mutter war Hildegarde, geborene Hoyt, Schriftstellerin.
Geboren in Auburn, einer kleinen Stadt des Bundesstaates New York, wuchs Hewson in New York City auf. Den Bachelor erreichte er 1942 im Swarthmore College im Bundesstaat Pennsylvania. Am 6. Juni 1942 heirateten Joan Woodcock und Hewson. Mit seiner Frau studierte Swift weiter an der Universität von Iowa, wo er 1945 zum Master of Science graduierte. Das Jahr darauf zog er in die Gegend von Washington, D.C., um für das Landwirtschaftsministerium als Insektenkundler zu arbeiten, wechselte aber bald als Kurator für Spinnen an das Nationalmuseum für Naturgeschichte. 1947 zog er wieder zurück nach New York, um bei Arthur Pollister und Franz Schrader seine Doktorarbeit anzufangen. Thema der Arbeit: Bestimmung der DNA-Mengen in einzelnen [Zell-] Kernen („Determining DNA amounts in single nuclei“), abgeschlossen 1950 an der in Manhattan gelegenen Columbia-Universität.
Bereits 1949 hatte Swift eine Dozentenstelle für Zoologie an der Universität von Chicago angetreten. Dort wurde er 1958 Professor; 1972–1977 übernahm er auch den Vorsitz des Biologie-Departments. Anschließend bekam er dort eine zu Ehren von George Wells Beadle gestiftete Professur für Molekulargenetik, Zellbiologe und Pathologie. 1967 wurde Swift in die American Academy of Arts and Sciences, 1971 in die National Academy of Sciences gewählt. 1985 erhielt er die E. B. Wilson Medal der American Society for Cell Biology.
Swift hinterließ seine Frau Joan, Kinderärztin an den City-Colleges in Chicago, sowie die Töchter Deirdre Anne Swift und Barbara S Brauer.

## Veröffentlichungen (Auswahl)
- Hewson H Swift: The desoxyribose nucleic acid content of animal nuclei. In: Physiol Zool, 23, 3, 1950, S. 169–198.
- Arthur W Pollister, Hewson Swift, M Alfert: Studies on the desoxypentose nucleic acid content of animal nuclei. In: J Cell Physiol, 38, Suppl 1, 1951, S. 101–119.
- Hewson Swift, Klaus Patau: The DNA-content (Feulgen) of nuclei during mitosis in a root tip of onion. In: Chromosoma, 6, 2, 1953, S. 149–169.
- Richard M Klein, Ellen M Rasch, Hewson Swift: Nucleic acids and tumor genesis in broad bean. In: Cancer Res, 13, 7, 1953, S. 499–502, Offener Artikel.
- J Woodward, B Gelber, Hewson Swift: Nucleoprotein changes during the mitotic cycle in Paramecium aurelia. In: Exp Cel Res, 23, 1961, S. 258–264.
- Henry Rappaport, Takashi Nakai, Hewson Swift: The fine structure of normal and neoplastic melanocytes in the Syrian hamster, with particular reference to carcinogen-induced melanotic tumors. In: J Cell Biol, 16, 1963, S. 171–186, PMC 2106193 (freier Volltext)
- John Woodart, Hewson Swift: The DNA content of cold-treated chromosomes. In: Exp Cell Res, 34, 1964, S. 131–137.
- John Woodart, Ellen Rasch, Hewson Swift: Nucleic acid and protein metabolism during the mitotic cycle in Vicia faba. In: J Biophys Biochem Cytol, 9, 1961, S. 445–462, PMC 2224997 (freier Volltext)
- Murray Rabinowitz, John Sinclair, Louis Desalle, Robert Haselkorn, Hewson H Swift: Isolation of deoxyribonucleic acid from mitochondria of chick embryo heart and liver. In: Proc Natl Acad Sci USA, 53, 5, 1965, S. 1126–1133, PMC 301383 (freier Volltext)

## Ehrungen, Mitgliedschaft
- 1963–1964: Präsident der Amerikanischen Gesellschaft für Zellbiologie. In dieser Zeit förderte Swift die Gründung des Journal of Cell Biology,
- 1971: Gewähltes Mitglied der National Academy of Sciences; Präsident der Abteilung für Zell- und Entwicklungsbiologie 1976–1979.
- 1972–1973: Präsident der Histochemischen Gesellschaft.
- 1977: Quantrell Award für exzellente Lehre an der Universität Chicago.
- 1985: E B Wilson Award für hervorragende Beiträge zur Zellbiologie.